# The Carson City Kid
The Carson City Kid – amerykański film z 1940 roku w reżyserii Josepha Kane'a.

## Obsada
- Roy Rogers
- Gabby Hayes
- Bob Steele